# Manantial de Salenys
El Manantial de Salenys és una obra modernista de Santa Cristina d'Aro (Baix Empordà) inclosa a l'Inventari del Patrimoni Arquitectònic de Catalunya.

## Descripció
Planta envasadora d'aigua potable constituïda per una sola nau coberta amb volta de rajola ceràmica.

## Història
Les aigües d'aquest manantial es varen declarar d'utilitat pública el 1946.